# チェロ協奏曲第1番 (サン＝サーンス)
チェロ協奏曲第1番 イ短調 作品33は、カミーユ・サン＝サーンスが作曲した2曲のチェロ協奏曲のうちの第1作である。

## 概要
この曲は壮年期の1872年に書き上げられた。前後してオペラ『サムソンとデリラ』、ピアノ協奏曲第4番、4曲の交響詩などの傑作が生まれている。1873年1月19日、パリ音楽院にてオーギュスト・トルベック独奏により初演された。独奏者はパリ音楽院のチェロ教授であり、本作が献呈されている。1902年に作曲された第2番は、作曲家としての経験を一層積んだ老年期の作品であるが、第1番ほどの評価を得られず、今日ではほとんど演奏されない。単にサン＝サーンスのチェロ協奏曲というと、もっぱら第1番のほうを指す。
チェロ協奏曲において全3楽章が切れ目なく演奏されるという手法は、既にシューマンの協奏曲で行われているが、サン＝サーンスの場合はかなり徹底していて、全体が3つの部分からなる単一の楽章となっている。また各部の構成にも、伝統的な形式に縛られない創意を見ることができる。

## 編成
独奏チェロ
- 木管楽器
フルート2、オーボエ2、クラリネット2、ファゴット2
- 金管楽器
ホルン2、トランペット2
- 打楽器
ティンパニ
- 弦楽器
弦五部

## 楽曲の構成
単一楽章で、以下の3部構成である。演奏時間は18分程度。
第1部
アレグロ・ノン・トロッポ―アニマート―アレグロ・モルト―テンポ・プリモ、イ短調、2分の2拍子
自由なソナタ形式。オーケストラの一撃に続き、独奏チェロが三連符を中心にした第1主題を力強く奏でる。ゆるやかな第2主題もチェロによって奏される。再現部は極端に圧縮され、第2主題が原調で再現されると終止しないまま次の部分に移る。

第2部
アレグレット・コン・モート、変ロ長調、4分の3拍子
三部形式。弦楽の弱奏から始まる、軽快なメヌエット風の部分。主部の再現の直前にはチェロの短いカデンツァがはさまれる。

第3部
テンポ・プリモ―アン・プゥ・モワン・ヴィト―ピウ・アレグロ―モルト・アレグロ、イ短調～イ長調、2分の2拍子
第1部の第1主題が回帰して始まり、全体としてはこの主題を両端に置いたアーチ構造をとる。イ長調に転じたコーダには第1部の小結尾に現れた主題も再現され、全曲の統一を強める。